# トロ・ロッソ STR14
トロ・ロッソ STR14 (Toro Rosso STR14) は、スクーデリア・トロ・ロッソが2019年のF1世界選手権参戦用に開発したフォーミュラ1カーである。

## 概要
2019年2月11日、全チームに先駆けて正式発表された。
親チームのレッドブルが本年からトロ・ロッソと同じホンダ製パワーユニット(以下PUと表記)を搭載することになり、エイドリアン・ニューウェイが本格的にマシンデザインの最前線に復帰し、レッドブルとトロ・ロッソ両チームの技術面を統括することとなったため、前年までテクニカルディレクターを務めていたジェームス・キーはマクラーレンへ移籍した。これにより、レッドブル・テクノロジーとの協力関係が強化され、共通化されたパーツが目立つこととなった。
ただし、レギュレーションで許されるパーツについてはレッドブルの最新仕様（RB15）となっているものの、定義的には旧式にあたる部品（RB14）のものを多数使用しているため、完全な共通化が実施されたわけではない。チーム側は最新仕様のパーツを使用してもそれを自らのマシンに生かし切れないと判断し、あえて信頼性が確立された旧仕様のパーツを使用し開発効率を向上させたとしているが、もし完全な共通化をしてしまうと、レギュレーション違反の可能性が出てくるため、その可能性を回避したという見方もできる。
翌2020年よりチーム名称を「スクーデリア・アルファタウリ」、コンストラクター名称を「アルファタウリ」に変更したため、トロ・ロッソとしての最後のフォーミュラ1カーとなった。

## 2019年シーズン
ドライバーはダニール・クビアトが2年ぶりに復帰し、新人アレクサンダー・アルボンとコンビを組む。
プレシーズンテストでは、マシントラブルもなく記録面でも好調さをアピールしてテストを終えた。フライアウェイの序盤3戦では、下位ではあるが、開幕戦オーストラリアGPではクビアトが、第2戦バーレーンGPと第3戦中国GPではアルボンが自身初入賞を含めた入賞を果たし、連続入賞でシーズンスタートを切った。第6戦モナコGPでは2017年スペインGP以来のダブル入賞を達成。予選の方も第4戦アゼルバイジャンGPでクビアトが今季初のQ3進出を達成。以降も安定してQ3進出までには至らないが、Q3進出回数は前年を上回る見込みとなっている。
そんななか、断続的な雨により大荒れとなった第11戦ドイツGPでは、安定した走りとピット戦略の成功によりクビアトが3位でフィニッシュ。トロ・ロッソとしては2008年イタリアGP以来となる表彰台を獲得した。
サマーブレイク期間中の8月12日、アルボンがピエール・ガスリーとトレードされる形でレッドブルへ昇格することが発表され、第13戦ベルギーGP以降はクビアトとガスリーのコンビで戦うこととなった。
ドライバー変更後の初戦となる第13戦をダブル入賞でスタート。第19戦アメリカGPまでの成績も、クビアトはそれを含めた入賞2回と第18戦メキシコGPのQ3進出のみに留まったが、ガスリーは第17戦日本GPから第19戦アメリカGPまで予選Q3進出を達成し計4度入賞。そして、第20戦ブラジルGPではクビアトは予選16番手に終わったが、ガスリーが7番手（決勝は前のマシンのペナルティの関係で6番手スタート）を獲得。決勝もガスリーはその速さを維持し、レース終盤の乱戦の中でルイス・ハミルトンの追撃に耐えてトロロッソ史上3回目、チームとしては同シーズンで2回目の表彰台となる2位でチェッカーを受けた。同レースではクビアトも10位入賞を果たし、同年5回目のダブル入賞となった。これにより、コンストラクターズ5位の座も射程にとらえたが、最終戦でダブル入賞できなかったことが響いて逆転の可能性を逃した。結果、チーム史上最高獲得ポイントとなる計85ポイントを稼ぎ出し、コンストラクターズ・ランキング6位（チーム最高位タイ）を獲得。チームが最も成功を残したシーズンとなった。
一方で、9月ごろからは翌年に向けチーム名を変更する作業が本格化しており、F1委員会での承認も得られたことでチーム名が変更されることが内定。12月に発表された2020年暫定F1エントリーリストにて「スクーデリア・トロロッソ」の名から「スクーデリア・アルファタウリ」に変更されることが確定し、トロロッソとして参戦する最終マシンとなったSTR14は有終の美を飾ってチームの幕を下ろした。

## スペック

### シャシー
- 名称：STR14
- シャシー構造：スクーデリア・トロ・ロッソ コンポジットモノコック
- トランスミッション：レッドブル・テクノロジー カーボンファイバーコンポジット製メインケース 縦置き、油圧式 8速
- タイヤ：ピレリ
- サスペンション
  - フロント：スクーデリア・トロ・ロッソ/レッドブル・テクノロジー カーボンファイバー製ダブルウィッシュボーン プッシュロッド トーションバースプリング アンチロールバー
  - リア：スクーデリア・トロ・ロッソ/レッドブル・テクノロジー カーボンファイバー製ダブルウィッシュボーン プルロッド トーションバースプリング アンチロールバー
- ブレーキシステム：スクーデリア・トロ・ロッソ/レッドブル・テクノロジー
- 燃料システム：スクーデリア・トロ・ロッソ/レッドブル・テクノロジー
- ステアリング：スクーデリア・トロ・ロッソ/レッドブル・テクノロジー パワーアシスト
- ドライバーシート：スクーデリア・トロ・ロッソ（ドライバーに合わせた成形カーボンコンポジット）
- ディファレンシャル：油圧、マルチ
- クラッチ：油圧、カーボン・マルチプレート
- 重量：743kg

### エンジン
- 名称：ホンダ RA619H
- 気筒数：V型6気筒
- 排気量：1,600cc
- エキゾースト：ホンダ

## 記録
- ダニール・クビアト - 37点（ドライバーズランキング13位）
- アレクサンダー・アルボン - 16点
  - 第12戦ハンガリーGPまで。レッドブル移籍後を含めると92点（同8位）
- ピエール・ガスリー - 32点
  - 第13戦ベルギーGP以降。トロ・ロッソ移籍前を含めると95点（同7位）

| 年   | No. | ドライバー | 1   | 2   | 3   | 4   | 5   | 6   | 7   | 8   | 9   | 10  | 11  | 12  | 13  | 14  | 15  | 16  | 17  | 18  | 19  | 20  | 21  | ポイント | ランキング |
| 年   | No. | ドライバー | AUS | BHR | CHN | AZE | ESP | MON | CAN | FRA | AUT | GBR | GER | HUN | BEL | ITA | SIN | RUS | JPN | MEX | USA | BRA | ABU | ポイント | ランキング |
| ---- | --- | ---------- | --- | --- | --- | --- | --- | --- | --- | --- | --- | --- | --- | --- | --- | --- | --- | --- | --- | --- | --- | --- | --- | -------- | ---------- |
| 2019 | 26  | クビアト   | 10  | 12  | Ret | Ret | 9   | 7   | 10  | 14  | 17  | 9   | 3   | 15  | 7   | Ret | 15  | 12  | 10  | 11  | 12  | 10  | 9   | 85       | 6位        |
| 2019 | 23  | アルボン   | 14  | 9   | 10  | 11  | 11  | 8   | Ret | 15  | 15  | 12  | 6   | 10  |     |     |     |     |     |     |     |     |     | 85       | 6位        |
| 2019 | 10  | ガスリー   |     |     |     |     |     |     |     |     |     |     |     |     | 9   | 11  | 8   | 14  | 7   | 9   | 16† | 2   | 18  | 85       | 6位        |

- 太字はポールポジション、斜字はファステストラップ（key）
- † 印はリタイアだが、90%以上の距離を走行したため規定により完走扱い。